# Pojazd samowyładowczy
Zasugerowano, aby zintegrować ten artykuł z artykułem wywrotka. Nie opisano powodu propozycji integracji.
Pojazd samowyładowczy jest to pojazd, w którym zastosowano urządzenia umożliwiające szybkie opróżnienia skrzyń ładunkowych lub pojemników. Działanie urządzenia samowyładowczego polega na przechyleniu skrzyni ładunkowej lub pojemnika tak, że umożliwia wysypywanie się lub ściekanie ładunku pod własnym ciężarem. Większość tych pojazdów jest wyposażona w hydrauliczne urządzenie przechylające. Wadą tych pojazdów są: stosowanie dodatkowego kosztu w postaci zastosowaniem urządzenia samowyładowczego oraz nieco wyższych kosztów eksploatacji niż w innych pojazdach tego typu. Mimo to znalazły szerokie zastosowanie do przewozu różnych rzeczy.